# Clio (chanteuse)
 (juin 2021).
Pour les articles homonymes, voir Clio (homonymie) et Clio.
Clio, née en 1987 à Besançon, est une auteure-compositrice-interprète et musicienne française.

## Biographie
En 2013, elle rencontre Jérémie Kisling à qui elle fait écouter ses chansons. Il lui propose d’en être l’arrangeur et de l’aider à les enregistrer. Elle chante pour la première fois en public en 2014 aux Trois Baudets accompagnée de Gilles Clément à la guitare.
Son premier album éponyme sort en 2016 sous le label indépendant uGo&Play. Il est réalisé par Alain Cluzeau dans une direction très acoustique et contient un duo avec Fabrice Luchini sur la chanson Eric Rohmer est mort. Il reçoit en 2017 le coup de cœur de l’Académie Charles Cros. En concert, Clio est accompagnée d’Etienne Champollion aux claviers et de Paul Roman à la guitare.
En 2017, Clio apparaît sur le premier album de Gauvain Sers dans un duo dont ils ont co-écrit le texte : Mon Rameau. 
Son deuxième album Déjà Venise sort en 2019. Il est arrangé et réalisé par Florian Monchatre et Augustin Parsy et prend un virage électronique tout en laissant une place au premier plan à la voix et au texte. Il contient les titres T’as vu, Amoureuse et Déjà Venise dont les clips sont réalisés par Théo Leroyer. Clio chante en duo avec Ours (Charles Souchon) sur la chanson Sous l’averse qui termine le disque sur une note plus acoustique. Cet album est produit par le label uGo&Play en coédition avec le label Un Plan Simple. 
Le Mur du Songe produit la tournée de l’album Déjà Venise. Clio est alors accompagnée de Paul Roman et Augustin Parsy aux claviers et guitare et de Florian Monchatre au son. Après une date à la Cigale en mars 2020, la tournée Déjà Venise est interrompue par la période de pandémie de Covid 19. 
Le troisième album de Clio, L’amour Hélas sort le 23 avril 2021, toujours chez uGo&Play et Un Plan Simple. Il est réalisé par Florian Monchatre, Augustin Parsy et Paul Roman. Il contient un duo avec Iggy Pop sur la chanson L’appartement. 
Les clips de Ai-je perdu le nord ?, Elle voudrait, L’appartement, Quelqu'un quelque part et La belle affaire sont réalisés par Isabelle Maurel. La tournée de L’amour hélas est également produite par Le Mur du Songe. Clio tourne toujours accompagnée de Paul Roman, Augustin Parsy et Florian Monchatre.
Publié en octobre 2023, Carambolages, son quatrième album studio, contient notamment un duo avec Alex Beaupain.

## Discographie

### Singles
- 2014 : What What
- 2015 : Éric Rohmer est mort
- 2016 : Des équilibristes
- 2016 : Chamallow's Song
- 2016 : Haussmann à l'envers
- 2018 : T'as vu
- 2019 : Amoureuse
- 2019 : Déjà Venise
- 2019 : Romy S.
- 2020 : Ai-je perdu le nord ?
- 2021 : Vertige
- 2021 : Elle voudrait
- 2021 : L'appartement (featuring Iggy Pop)
- 2021 : Rien ne va plus (featuring RaestaVinvE)
- 2021 : Quelqu'un quelque part
- 2021 : La nuit n'en finit plus (featuring dj poolboi et Cover de Petula Clark)
- 2022 : Ciao (duo avec Francesco Bianconi)
- 2023 : Dormir debout
- 2023 : Taxi
- 2023 : Carambolage
- 2024 : Storytelling
- 2025 : Profil idéal